# Riacho do Pajé
Riacho do Pajé är ett periodiskt vattendrag i Brasilien.   Det ligger i delstaten Ceará, i den östra delen av landet, 1 600 km nordost om huvudstaden Brasília.
Omgivningarna runt Riacho do Pajé är huvudsakligen savann. Runt Riacho do Pajé är det glesbefolkat, med 14 invånare per kvadratkilometer.